# Gewinnabführungsvertrag
Mit einem Gewinnabführungsvertrag verpflichtet sich eine deutsche Kapitalgesellschaft gegenüber einem in- oder ausländischen Unternehmen in beliebiger Rechtsform, den Gewinn an letzteres Unternehmen abzuführen. Der Gewinnabführungsvertrag ist ein Unternehmensvertrag, der die Abführung des Gewinns oder den Ausgleich des Verlusts der einen Gesellschaft an oder durch die andere Gesellschaft zum Gegenstand hat.

## Rechtsgrundlagen
Der Gewinnabführungsvertrag ist neben dem Beherrschungsvertrag in Deutschland in § 291 AktG geregelt. Da das AktG nur für die Aktiengesellschaft und die Kommanditgesellschaft auf Aktien gilt, sind diese Bestimmungen auf andere Kapitalgesellschaften wie die GmbH nicht unmittelbar anwendbar. Im GmbH-Gesetz findet sich keine Regelung über Unternehmensverträge. Diese Gesetzeslücke ist durch die Rechtsprechung geschlossen worden. Der BGH hat in seinem Urteil vom 24. Oktober 1988 ausführlich dazu Stellung genommen und bei der GmbH als abhängige Gesellschaft bestimmte Formvorschriften für die Wirksamkeit eines Gewinnabführungsvertrages erlassen. Dabei muss die GmbH im Unternehmensvertrag die Geltung der aktienrechtlichen Vorschriften ausdrücklich vorsehen.
Der Gewinnabführungsvertrag gehört zu den so genannten Grundlagenverträgen des § 83 AktG, bei denen nach § 83 Abs. 1 Satz 2 AktG die Geschäftsführungs- und Vertretungsmacht des Vorstandes beschränkt ist. In die Kompetenz des Vorstandes fällt lediglich der Abschluss des Vertrages und seine spätere Anmeldung zur Eintragung ins Handelsregister (§ 293 AktG), nachdem die Hauptversammlung mit mindestens 75 % Stimmenmehrheit positiv beschlossen hat. Sie muss verbindlich entscheiden, ob und mit welchem Inhalt der Vertrag wirksam werden soll. Der Vertrag bedarf sowohl bei der AG/KGaA als auch bei der GmbH der Schriftform (§ 293 Abs. 3 Satz 1 AktG), eine Beurkundungspflicht besteht nicht. Er wird erst durch Eintragung ins Handelsregister rechtswirksam (§ 294 Abs. 2 AktG, § 54 Abs. 3 GmbHG). Der Eintragungszwang zielt darauf ab, die Öffentlichkeit (insbesondere Aktionäre und Gläubiger) über bestehende Bindungen der Gesellschaft zu unterrichten. Die Berichts- und Prüfungspflichten nach § 293 a–g AktG sind zu beachten.

## Ergebnisabführungsvertrag
Besteht ein Gewinnabführungsvertrag, so trifft das Unternehmen, an das der Gewinn abgeführt wird, nach § 302 Abs. 1 AktG auch die Verpflichtung zur Verlustübernahme. Der Mindestinhalt eines derartigen Vertrages ergibt sich aus § 291 Abs. 1 Satz 1 und § 304 Abs. 3 Satz 1 AktG, also die Pflicht der abhängigen Gesellschaft zur Abführung des ganzen Gewinns und die Pflicht der herrschenden Gesellschaft zum Verlustausgleich (§ 302 Abs. 1 und 3 AktG). Sie muss während der gesamten Vertragsdauer jeden entstehenden Jahresfehlbetrag des zur Gewinnabführung verpflichteten Unternehmens ausgleichen, soweit dieser nicht dadurch ausgeglichen wird, dass den anderen Gewinnrücklagen Beträge entnommen werden, die während der Vertragsdauer in sie eingestellt worden sind. Wegen der automatisch mit Gewinnabführungsverträgen verbundenen Verlustübernahmeverpflichtung werden diese Unternehmensverträge häufig neutral als Ergebnisabführungsverträge bezeichnet.

## Arten
Wenn ein Unternehmen für Rechnung eines anderen Unternehmens geführt wird, gilt dies ebenfalls als Gewinnabführungsvertrag (§ 291 Abs. 1 Satz 2 AktG). Ein Teilgewinnabführungsvertrag liegt vor, wenn vereinbart wird, dass nur ein Teil des Gewinns oder der Gewinn einzelner Betriebe des Unternehmens an ein anderes Unternehmen abzuführen ist (§ 292 Abs. 1 Nr. 2 AktG). Besteht ein Teilgewinnabführungsvertrag, sind die besonderen Regelungen über die Verpflichtung zur Verlustübernahme und zum Schutz der Gläubiger entsprechend anzuwenden. Wegen der nur teilweise erfolgten Gewinnabführung hat dabei jedoch die Verlustübernahme in der dem Teil der Gewinnabführung entsprechenden Höhe zu erfolgen. Ebenso berechnet sich die Höhe der Einstandspflicht nach dem Prozentanteil des Gewinns, der abgeführt wurde. Ferner ist auch ein Unternehmensvertrag in Form einer Gewinngemeinschaft möglich (§ 292 Abs. 1 Nr. 1 AktG). Danach kann sich ein Unternehmen verpflichten, seinen Gewinn oder den Gewinn einzelner seiner Betriebe ganz oder zum Teil mit dem Gewinn anderer Unternehmen oder einzelner Betriebe anderer Unternehmen zur Aufteilung eines gemeinschaftlichen Gewinns zusammenzulegen.

## Konzernfiktion
Insgesamt kennt das Aktienrecht sechs Unternehmensverträge. Wird mindestens einer dieser Verträge zwischen zwei Unternehmen geschlossen, geht das Gesetz nach § 18 Abs. 1 Satz 2 AktG unwiderlegbar von einem Konzern zwischen diesen beiden Gesellschaften aus, weil sie als unter einheitlicher Leitung zusammengefasst anzusehen sind. Es handelt sich um einen so genannten Vertragskonzern, weil Unternehmensverträge wie der Beherrschungsvertrag die Konzernbildung verursacht haben. In der Regel liegt aber auch ein so genannter faktischer Konzern zugrunde, da Unternehmensverträge häufig in Verbindung mit einer mehrheitlichen Beteiligung stehen. Ein Gewinnabführungsvertrag allein begründet keinen faktischen Konzern, da der Vertrag keine Leitungsmacht einräumt. Besteht gleichzeitig eine einheitliche Leitung, dann liegt beim Gewinnabführungsvertrag sowohl ein faktischer als auch ein Vertragskonzern vor.

## Folgen des Ergebnisabführungsvertrages
Die nach dem Ergebnisabführungsvertrag zwischen den Parteien zu übertragende Größe ist entweder der Bilanzgewinn oder der Bilanzverlust, wie er sich nach § 268 HGB ergeben würde, wenn kein Gewinnabführungsvertrag bestünde (fiktiver Bilanzgewinn/-verlust). Fiktiv ist der Gewinn deshalb, weil durch den Gewinnabführungsvertrag in der endgültigen Handelsbilanz der abhängigen Gesellschaft ein Gewinn gerade nicht mehr ausgewiesen wird; vielmehr erscheint die abzuführende Summe hier als Verbindlichkeit gegenüber verbundenen Unternehmen auf der Passivseite der Bilanz, nachdem er in der GuV als Aufwendung nach § 277 Abs. 3 Satz 2 HGB verbucht worden ist. Auch nach dem Umkehrschluss aus § 301 AktG ist die Gewinnabführung im Jahresüberschuss enthalten und stellt somit keine Verwendung des Jahresüberschusses i. S. d. § 268 Abs. 1 Satz 2 HGB dar. Der abzuführende Gewinn wird zusätzlich begrenzt durch die gesetzlichen Rücklagen nach § 300 AktG und ausschüttungsgesperrten Beträge nach § 268 Abs. 8 HGB.
Bilanzgewinn und -verlust entstehen erst am Bilanzstichtag, sodass nur der am Bilanzstichtag ausgewiesene Bilanzgewinn oder -verlust abzuführen oder auszugleichen ist. Unterjährige Gewinne oder Verluste werden von der Ausgleichspflicht eines Ergebnisabführungsvertrags hingegen nicht erfasst. Der abzuführende Bilanzgewinn ist in der Gewinn- und Verlustrechnung als Aufwendung zu verbuchen (§ 277 Abs. 3 Satz 2 HGB) und erscheint auf der Passivseite der Bilanz als „Verbindlichkeiten gegenüber verbundenen Unternehmen“ (§ 266 Abs. 3 Nr. C 6 HGB). Der durch das beherrschende Unternehmen auszugleichende Verlust ist der fiktive Jahresfehlbetrag, wie er nach § 275 Abs. 2 und 3 HGB auszuweisen wäre, aber aufgrund der Verlustübernahmeverpflichtung des herrschenden Unternehmens sich tatsächlich nicht ergeben kann (§ 277 Abs. 3 HGB). Jeder Verlust, gleichgültig wie er entstanden ist, muss aufgrund der Strukturhaftung ausgeglichen werden.

## Steuerliche Auswirkung
Seine Bedeutung erhält ein Ergebnisabführungsvertrag erst als Organschaftsvertrag. Er ist ein rein steuerrechtlicher Vertrag und regelt die steuerliche Zurechnung des Einkommens der abhängigen Gesellschaft (der so genannten Organgesellschaft) als Einkommen des herrschenden Unternehmens (dem so genannten Organträger). Voraussetzungen hierfür sind neben dem Ergebnisabführungsvertrag
- die finanzielle Eingliederung der Organgesellschaft in den Organträger (Stimmrechtsmehrheit; § 14 Abs. 1 Satz 1 Nr. 1 KStG)
- Organträger ist im Inland steuerpflichtig (§ 14 Abs. 1 Satz 1 Nr. 2 KStG),
- Durchführung eines mindestens mit 5 Jahren Laufzeit geschlossenen Ergebnisabführungsvertrages (§ 14 Abs. 1 Satz 1 Nr. 3 KStG)

## Beendigung
Ein Gewinnabführungsvertrag kann nur zum Ende des Geschäftsjahrs oder des vertraglich bestimmten Abrechnungszeitraums aufgehoben werden, er kann jedoch aus wichtigem Grund ohne Einhaltung einer Kündigungsfrist gekündigt werden. Ein wichtiger Grund liegt insbesondere vor, wenn der andere Vertragsteil voraussichtlich nicht in der Lage sein wird, seine auf Grund des Vertrags bestehenden Verpflichtungen zu erfüllen (§ 297 AktG).
Gewinnabführungsverträge dürfen zwar rückwirkend für das Jahr ihrer rechtswirksamen Handelsregistereintragung geschlossen, nicht aber rückwirkend aufgehoben werden (§ 296 Abs. 1 Satz 2 AktG). Diese letztgenannte Vorschrift soll verhindern, dass die Ansprüche der Gläubiger aufgrund des Vertrages aus § 303 AktG gegen die Muttergesellschaft rückwirkend beseitigt werden. Aus der (übrigens nicht konstitutiv wirkenden) Eintragung der Beendigung eines Vertrages ins Handelsregister muss sich u. a. auch der Zeitpunkt der Beendigung eindeutig ergeben (§ 298 AktG).
Aus Gründen des Gläubigerschutzes besteht eine Einstandspflicht für die Schulden des zur Gewinnabführung verpflichteten Unternehmens auch noch nach Beendigung des Gewinnabführungsvertrags (§ 303 Abs. 1 AktG). So hat das herrschende Unternehmen den Gläubigern der abhängigen Gesellschaft, deren Forderungen begründet worden sind, bevor die Eintragung der Beendigung des Vertrags in das Handelsregister als bekannt gemacht gilt, Sicherheit zu leisten oder (§ 303 Abs. 3 AktG) abzugeben, wenn sie sich binnen sechs Monaten nach der Bekanntmachung der Eintragung zu diesem Zweck bei ihm melden.